# 一木有海
一木 有海（いちき あみ、1994年5月25日 - ）は、日本の元女性タレント。
東京都出身。レプロエンタテインメントに所属していた。一人っ子。趣味・特技はピアノ。
NHK教育テレビ『天才てれびくんMAX』2005年度 - 2007年度てれび戦士として知られている。
現在は、麻布中学校・高等学校の教員を務めている。

## 略歴
- 2002年 - レヴィプロダクションズ（現レプロエンタテインメント）に所属し、芸能界デビュー[2][3]。
- 2010年2月 - レプロエンタテインメントを退所。
- 2010年4月4日 - ピチレモン25周年イベント ☆ピチレモン×MEGA WEB☆ 『MEGAたのし〜春休みガールズピチフェスタ』（3月21日 - 4月4日、MEGA WEB トヨタシティショーケース1階メガステージ）をもってピチレモンを卒業[4]。

## エピソード
- 中学時代は吹奏楽部に所属していた。担当はパーカッション[5]。
- 中央大学横浜山手高等学校、慶應義塾大学文学部中国文学専攻出身。

## 出演

### テレビドラマ
- 水曜プレミア 四分の一の絆（2004年、TBS）高岡美咲 役
- 海猿（2005年、フジテレビ）大野唯 役
- あいのうた（2005年、日本テレビ）竹田さやか 役

### バラエティ
- ジュニアでGO!（2003年、エンタ!371）
- ジェイチェキ（2004年、エンタ!371）
- ほんとにあった怖い話（フジテレビ）ほん怖メンバー
  - ほんとにあった怖い話 2ndSeason（2004年 - 2005年）
  - ほんとにあった怖い話 夏の特別編（2008年8月26日）
  - ほんとにあった怖い話 10周年スペシャル（2009年8月25日）
- 天才てれびくんMAX（2005年 - 2008年、NHK教育）てれび戦士

### 映画
- 解夏（2004年）
- オペレッタ狸御殿（2005年）豆狸 役

### CM
- コーセー サロンスタイル「少女篇」（2003年）

### 舞台
- 櫻井智&朝倉薫劇団クリスマスファンタジーライブ（2003年）

### オリジナルビデオ
- EXILE「HEART of GOLD」PV（2004年）

### 雑誌連載
- 小学三年生（2004年 - 2005年、小学館）
- PurePure（2005年 - 2008年、辰巳出版）
- ピチレモン（2007年3月号 - 2010年6月号、学研）
- 月刊ダンスビュウ（2007年12月号 - 2008年3月号、モダン出版）
- ルームリンク秋冬号（2002年、SONY）